# Eustala itapocuensis
Eustala itapocuensis là một loài nhện trong họ Araneidae.
Loài này thuộc chi Eustala. Eustala itapocuensis được Embrik Strand miêu tả năm 1916.